# Vittorio Emanuele Orlando
Vittorio Emanuele Orlando (n. 19 mai 1860, Palermo, Regatul celor Două Sicilii – d. 1 decembrie 1952, Roma, Italia) a fost un om de stat italian, cunoscut pentru participarea ca reprezentat al Italiei în 1919 la Conferința de Pace de la Paris împreună cu ministrul său de externe, Sidney Sonnino. El a fost, de asemenea, cunoscut cu supranumele de „Premierul Victoriei” datorită înfrângerii Puterilor Centrale în Primul Război Mondial alături de Antanta. A mai fost membru și președinte al Adunării Constituante care a schimbat formă de guvernare italiană în republică. În afară de un proeminent rol politic, Orlando este, de asemenea, cunoscut pentru scrierile sale, peste o sută de lucrări pe probleme juridice și judiciare; Orlando a fost și profesor de drept.

## Începuturile carierei
Vittorio Emanuele Orlando s-a născut în Palermo, Sicilia. Tatăl său, un avocat, a întârziat declararea nașterii fiului său de teama luptelor declanșate de tulburările generate de „cei 1.000”, patrioții italieni conduși de Giuseppe Garibaldi, care luaseră cu asalt Sicilia, în prima etapă a marșului lor pentru unificarea națiunii italiene. Orlando a studiat dreptul la Universitatea din Palermo și a fost recunoscut mai târziu ca un eminent jurist.
În 1897 a fost ales în Camera Deputaților (în italiană Camera dei Deputati) pentru circumscripția Partinico, unde avea să fie reales în mod constant până în 1925. El s-a aliat cu Giovanni Giolitti, care a fost premier al Italiei de cinci ori între 1892 și 1921.

## Prim-ministru
Orlando, un politician cu convingeri liberale, a fost membru a mai multor cabinete de miniștri. În 1903, el a fost numit Ministru al Educației în guvernul lui Giolitti. În 1907 a fost numit Ministru al Justiției, funcție pe care a păstrat-o până în 1909. El a fost re-numit la același minister, în noiembrie 1914 în guvernul Antonio Salandra, până la numirea sa ca Ministru de Interne în iunie 1916 în guvernul Paolo Boselli.
După dezastrul militar italian de la Caporetto din Primul Război Mondial, care a dus la căderea guvernului Boselli, Orlando a devenit prim-ministru la 30 octombrie 1917, continuând să ocupe această funcție până la sfârșitul războiului. El a fost un susținător puternic al intrării Italiei război și a condus în timpul conflagrației un guvern de uniune națională, Unione Sacra, remarcându-se prin reorganizarea armatei. Orlando și guvernul italian au fost încurajați să sprijine lupta Aliaților prin stimulentele secrete oferite Italiei în  Pactul de la Londra din 1915. Italiei i s-au promis câștiguri teritoriale semnificative în Dalmația. Prima decizie a lui Orlando în calitate de șef al guvernului a fost retragerea comenzii generalului Luigi Cadorna și numirea respectatului general Armando Diaz în locul lui. Apoi, el a restabilit controlul civil asupra deciziilor militare, subiect la care Cadorna a rezistat întotdeauna. Guvernul său a instituit politici noi, care tratau trupele italiene cu mai puțină asprime, și a încurajat eficientizarea sistemului de comandă militară, idei care au fost puse în aplicare de către Diaz. Au fost înființate Ministerul pentru Asistență Militară și Pensii de Război, soldații au primit noi polițe de asigurare de viață pentru a ajuta familiile lor în caz de moarte, au fost alocate mai multe fonduri pentru propaganda care viza glorificarea soldaților de rând, iar concediul anual plătit a fost majorat de la 15 la 25 de zile. În plus, Diaz a luat inițiativa scăderii durității disciplinei impuse pe vremea lui Cadorna, a crescut rațiile de hrană și a adoptat tactici militare mai moderne, care fuseseră deja experimentate pe Frontul de Vest. Toate acestea au avut efectul imediat – ridicarea imediată a moralului trupei, care fusese la cote foarte joase. Guvernul Orlando a devenit rapid popular în rândul civililor și a refăcut cu succes moralul național afectat de dezastrul de la Caporetto. Orlando avea să declare emfatic că era gata să se retragă cu guvernul dacă era necesar în „Sicilia mea”, de unde să continue rezistența împotriva invadatorilor austrieci, deși el primise asigurări că frontul italian nu riscă să se prăbușească.
Odată ce ofensiva austro-ungară a fost oprită sub comanda lui Diaz în cea de-a Doua Bătălie de la Piave, a urmat o perioadă de acalmie în luptă pe frontul italian, timp în care ambele tabere au făcut modificări logistice. Orlando a ordonat o anchetă privind cauzele înfrângerii de la Caporetto, care a confirmat că a fost vorba de greșeli ale conducerii militare. În timp ce continua reformele armatei, a refuzat categoric cererile de pe ambele laturi ale spectrului politic pentru judecarea în masă a generalilor și miniștrilor. Frontul italian s-a stabilizat atât de mult sub conducerea lui, încât Italia a fost capabilă să trimită sute de mii de soldați pe Frontul de Vest pentru a-și sprijini aliații lor, în timp ce se pregătea pentru o ofensivă majoră pentru scoaterea Austro-Ungariei din război. Această ofensivă s-a materializat în noiembrie 1918, când italienii au declanșat Bătălia de la Vittorio Veneto. Trupele italiene victorioase au pus pe fugă armatele inamice, moment care a coincis cu prăbușirea armatei Austro-ungare și a dus la sfârșitul Primului Război Mondial pe Frontul Italian, precum și sfârșitul Imperiului Austro-Ungar. Faptul că Italia și-a revenit și a terminat războiul în tabăra câștigătoare i-a adus lui Orlando în 1918 titlul de „Premier al Victoriei”.

## Conferința de Pace de la Paris

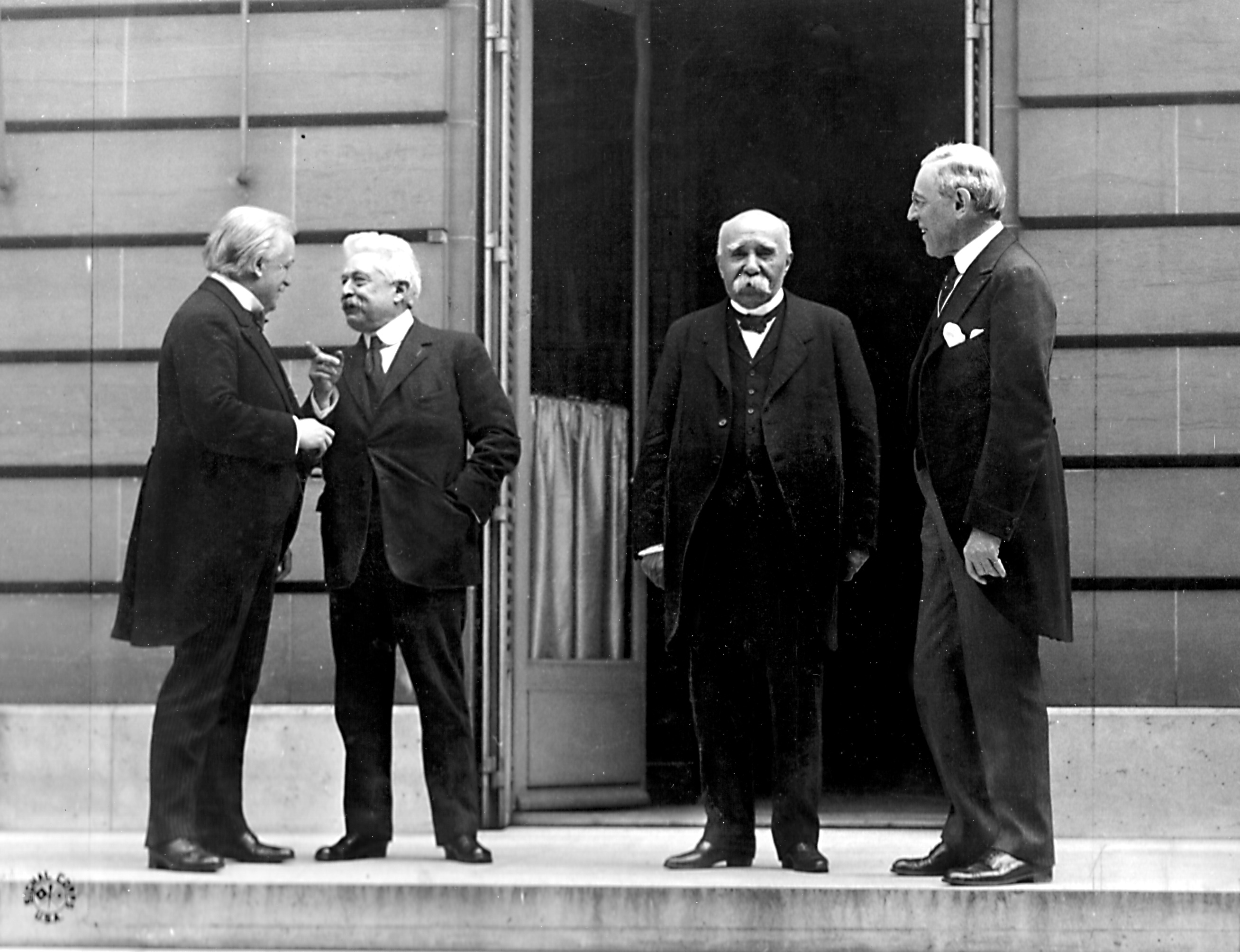
Orlando (al 2-lea din stânga), la negocierile de pace de la Versailles cu David Lloyd George, Georges Clemenceau și Woodrow Wilson (de la stânga la dreapta)

Orlando a fost unul dintre cei Patru Mari, principalii lideri și participanții aliați la Conferința de Pace de la Paris în 1919, împreună cu Președintele SUA, Woodrow Wilson, prim-ministrul francez Georges Clemenceau și prim-ministrul Marii Britanii David Lloyd George. Deși Orlando a fost șeful delegației italiene în calitate de prim-ministru, necunoașterea limbii engleze și poziția politică slabă din țară i-au permis ministrului de externe conservator cu origini galeze Sidney Sonnino să joace un rol principal în negocieri.
Neînțelegerile dintre cei doi s-au dovedit a fi dezastruoase în timpul negocierilor. Orlando era pregătit să renunțe la pretențiile teritoriale pentru Dalmația în schimbul anexării portului Rijeka (sau Fiume, cum numeau italienii orașului) – principalul port maritim la Marea Adriatică. Sonnino, în schimb, nu era dispus să renunțe la Dalmația. Italia a ajuns să pretindă atât Dalmația cât și Fiumd, pentru ca la urmă să nu primească nimic. Prin pretențiile lor, italienii au acționat împotriva politicii susținute de președintele Wilson – autodeterminarea națională. Orlando a susținut Propunerea de Egalitate Rasială, amendament introdus la documentele conferinței de către delegația Japoniei.
Orlando părăsit dramatic conferința la începutul lunii aprilie 1919. El a revenit pentru scurt timp în luna următoare, dar a fost forțat să demisioneze la doar câteva zile înainte de semnarea Tratatului de la Versailles. Faptul că el nu a semnat tratatul din partea Italiei a devenit pentru el un motiv de mândrie în anii care aveau să vină. Prim-ministrul francez Georges Clemenceau l-au numit „Plângăcios”, dar Orlando își amintit cu mândrie: „atunci ... când am știut că nu vor să ne dea ceea ce eram îndreptățiți să primim ... m-am zvârcolit pe podea. M-am dat capul de perete. Am plâns. Am vrut să mor.”
Poziția sa politică a fost grav subminată de eșecul său de a asigura interesele Italiei la Conferința de Pace de la Paris. Orlando a demisionat la 23 iunie 1919, motivul principal fiind faptul că Italia nu a primit portul Fiume. Așa-numita „Victorie mutilată (vittoria mutilata)” a fost una din cauzele succesului inițial al politicii lui Benito Mussolini. În decembrie 1919, a fost ales președinte al Camerei Deputaților, dar nu a mai ocupat niciodată funcția de prim-ministru.

## Fascismul și ultimii ani de viață
Când Benito Mussolini a preluat puterea în 1922, Orlando l-a susținut inițial din punct de vedere tactic, dar s-a depărtat de Duce după asasinarea lui Giacomo Matteotti în 1924. După ce a abandonat politica în 1925, a demisionat și din Camera Deputaților. Invadarea Etiopiei de către trupele lui Mussolini din 1935 i-a stârnit lui Orlando pornirile naționaliste. El a apărut pentru scurt timp în lumina reflectoarelor politice atunci când i-a scris Mussolini o scrisoare de susținere.
În 1944, a încercat o revenire politică. După căderea lui Mussolini, Orlando a devenit lider al Uniunii Democrate Naționale. El a fost ales președinte al Camerei Deputaților, unde a activat până în 1946. În 1946, a fost ales în Adunarea Constituantă fiind numit președintele acesteia. În 1948 a fost numit senator pe viață și a fost un candidat pentru președinția republicii. Parlamentul l-a ales în funcția de președinte pe Luigi Einaudi. 
Vittorio Emanuele Orlando a murit în 1952 la Roma.

## Controverse

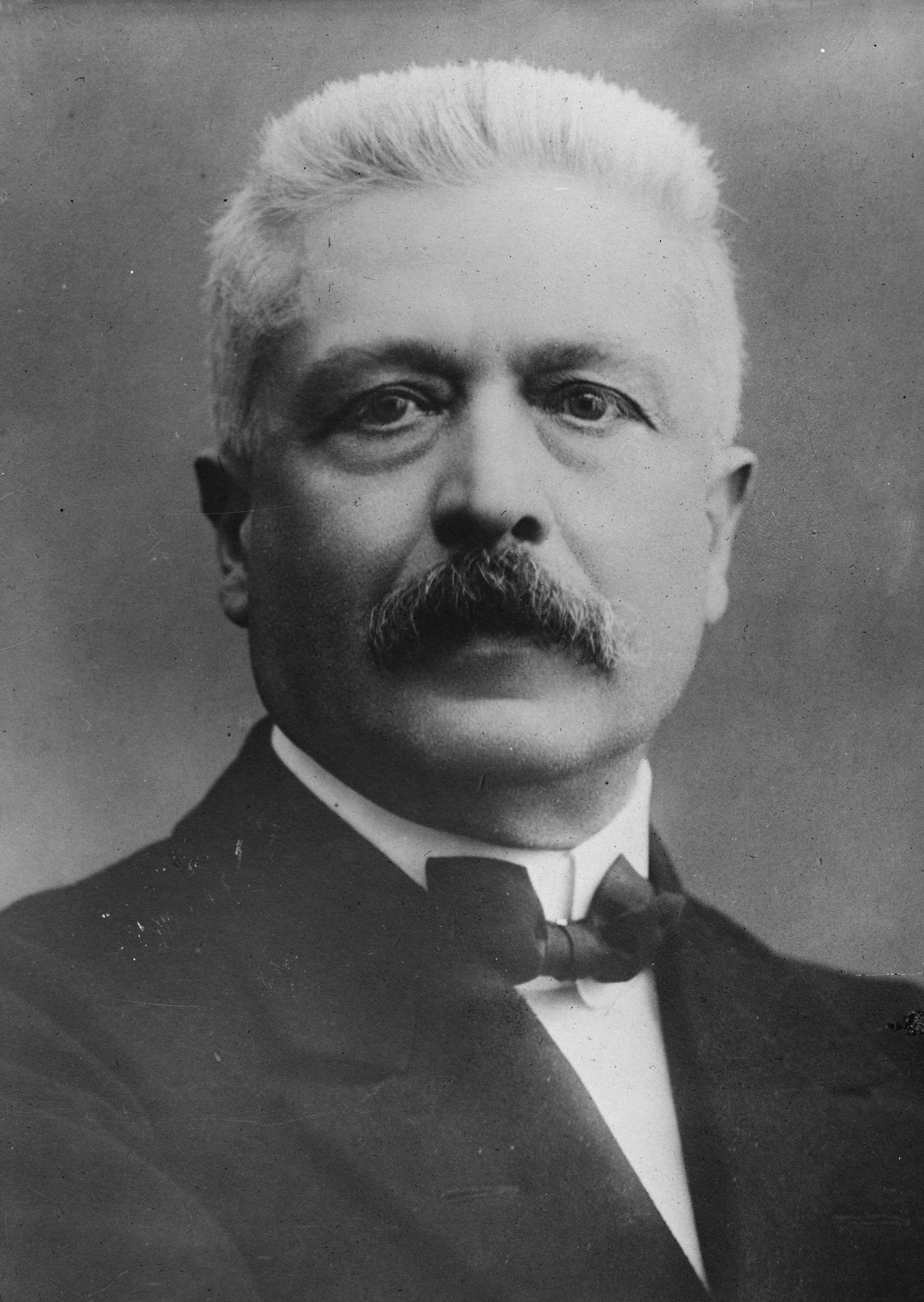
Un portret oficial al lui Vittorio Emanuele Orlando.

Orlando a fost o figură controversată. Unii autori critică modul neprofesionist în care a reprezentat Italia în 1919 la Conferința de Pace de la Paris, în contrast cu ministrul său de externe, Sidney Sonnino, care era mai diplomat.
Există critici ai săi care afirmă că Orlando a avut legături cu Mafia de-a lungul întregii sale cariere parlamentare, dar presupusele sale legături cu mafioții nu au fost niciodată investigate oficial. Mafiotul „pocăit (pentito)” Tommaso Buscetta a susținut că Orlando a fost de fapt un membru al Mafiei, un om de onoare. Șeful mafiot Frank Coppola a fost unul dintre susținătorii lui Orlando în Partinico după deportarea sa din SUA din 1948.
În 1925, Orlando a declarat în senatul italian că era mândru să fie mafioso, pretinzând că aceasta ar fi echivalentă cu "om de onoare", dar nu a admis în niciun moment că ar avea legături cu crima organizată: 
„Acum, vă spun, domnilor, că dacă prin mafie înțelegem sentimentul de onoare dus la maxim; intoleranța împotriva oricăror aroganțe și abuzuri; spirit puternic care, deși se ciocnește de greutăți, este îngăduitor cu cei slabi; loialitatea față de prieteni... Dacă mafia înseamnă aceste sentimente și aceste atitudini, chiar și cu excesele lor, atunci în acest sens vorbim despre semne ale sufletului sicilian: iar eu mă declar mafioso și sunt mândru că sunt așa!”
Între Orlando și colegul de partid și remarcabilul om de stat Francesco Saverio Nitti a existat o rivalitate puternică și neîntreruptă. Premierul francez Georges Clemenceau și președintele american Woodrow Wilson au criticat comportamentul lui Orlando la Paris în timpul Conferinței de Pace.

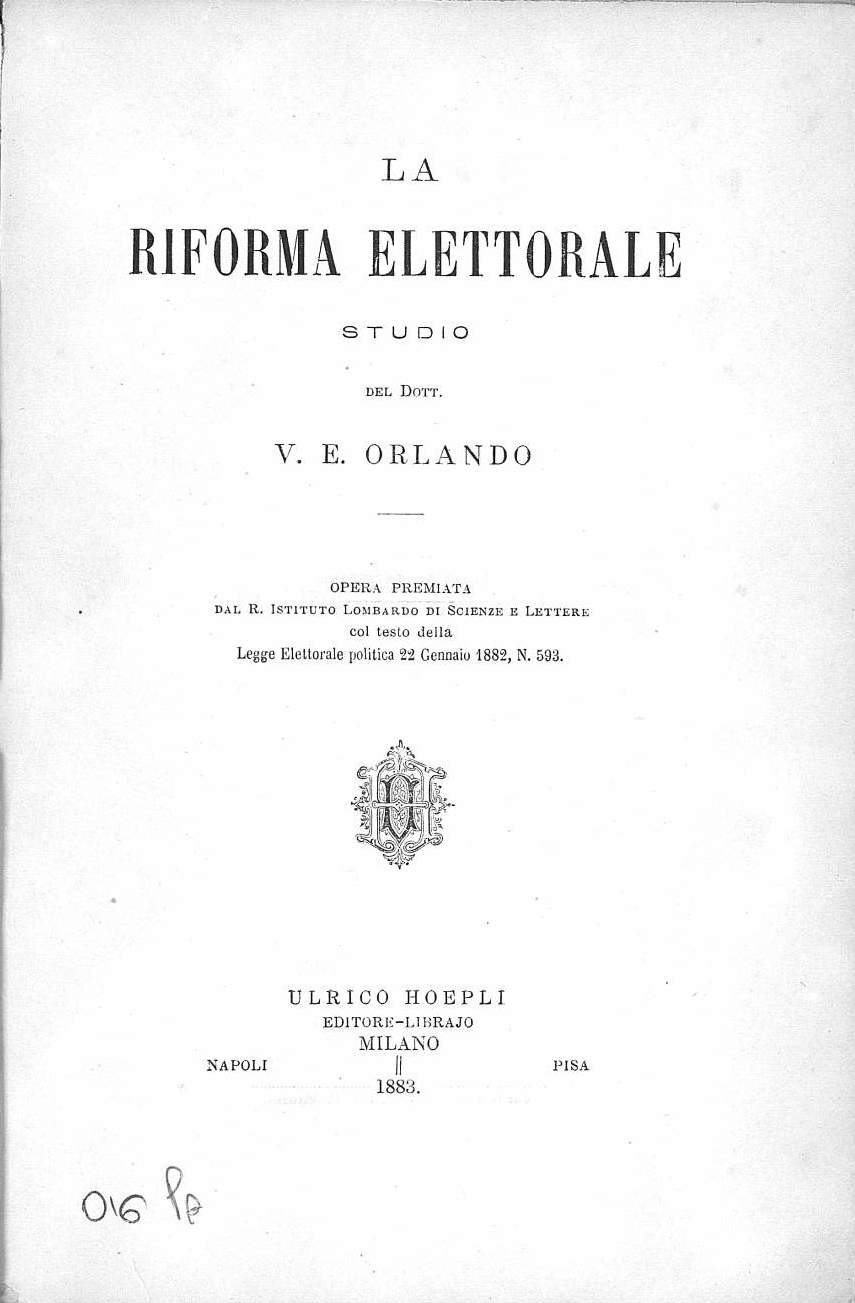
La riforma elettorale, 1883

## Biblografie
- Andreotti, Giulio & Vincio Delleani (1982). Visti da vicino (Vol. II), Milan: Rizzoli, ISBN: 88-17850934
- Arlacchi, Pino (1988). Mafia Business. The Mafia Ethic and the Spirit of Capitalism, Oxford: Oxford University Press, ISBN: 0-19-285197-7
- Dickie, John (2004). Cosa Nostra. A history of the Sicilian Mafia, London: Coronet, ISBN: 0-340-82435-2
- Fruttero, Carlo & Massimo Gramellini (2010). La Patria, bene o male, Milan: Mondadori, ISBN: 978-8852017421
- Lauren, Paul G. (1988). Power And Prejudice: The Politics And Diplomacy Of Racial Discrimination, Boulder (CO): Westview Press, ISBN: 0-8133-0678-7
- Macmillan, Margaret (2002). Paris 1919: Six Months That Changed the World, New York: Random House, ISBN: 0-375-76052-0
- Servadio, Gaia (1976). Mafioso. A history of the Mafia from its origins to the present day, London: Secker & Warburg, ISBN: 0-440-55104-8
- Tucker, Spencer C. & Priscilla Mary Roberts (eds.), (2005). Encyclopedia Of World War I: A Political, Social, and Military History, Santa Barbara (CA): ABC-CLIO